# Durga McBroom
Durga McBroom (née le 16 octobre 1962) est une chanteuse, claviériste, compositrice et actrice américaine qui a été choriste pour Pink Floyd et est membre du groupe de musique house Blue Pearl, mieux connu pour son single à succès Naked in the Rain.

## Biographie
Durga McBroom est née le 16 octobre 1962 à Los Angeles, en Californie. Après avoir travaillé comme actrice, danseuse et chanteuse aux États-Unis, elle et sa sœur Lorelei McBroom travaillent avec Pink Floyd en tant que choristes. Elle est la seule choriste à apparaître de manière cohérente sur tous les concerts du groupe à partir du concert de novembre 1987 à l'Omni Arena du A Momentary Lapse of Reason Tour jusqu'au concert final de The Division Bell Tour et  en octobre 1994. Elle joue également lors de l'apparition du groupe au festival Knebworth en 1990 et assure les voix sur ses albums live, Delicate Sound of Thunder et Pulse, ainsi que sur ses albums studio The Division Bell et The Endless River. 
Vers 1989, Durga forme le groupe Blue Pearl avec le producteur de disques Youth, chantant, jouant des claviers et co-écrivant les chansons. Avec Blue Pearl, elle crée plusieurs chansons à succès au début des années 1990, dont Naked in the Rain (numéro 4 en Angleterre en juillet 1990), Little Brother (numéro 31 en octobre 1990) et une reprise de Running Up That Hill de Kate Bush, tous tirés de l'album Naked, sorti en 1990 sur le label Big Life. Elle participe aux chœurs dans la chanson Don't Wait That Long figurant sur l'album de James Seven sorti en 1992. Elle chante également un duo sur Mother Dawn avec Billy Idol pour son album Cyberpunk. Elle tient aussi les chœurs sur plusieurs autres chansons sur Cyberpunk, y compris une performance en vedette sur Heroin.
En avril 2010, elle commence à travailler avec le groupe argentin The End Pink Floyd à Buenos Aires, dont quelques apparitions avec Guy Pratt et Jon Carin, tous deux musiciens de scène de Pink Floyd. En octobre 2011, Durga rejoint sa sœur Lorelei pour chanter The Great Gig in the Sky à Anaheim, en Californie, avec le Pink Floyd Show australien,. En 2017, elle retrouve d'anciens accompagnateurs de Pink Floyd, Gary Wallis, Scott Page et Claudia Fontaine dans plusieurs émissions italiennes.
Février 2020 voit son retour sur grand écran dans le film controversé Sammy-Gate, présenté en première aux Pays-Bas à l'IFFR (Rotterdam). Sa sœur Lorelei et elle figurent également sur l'album de Steve Hackett At the Edge of Light, figurant sur le single Underground Railroad, ainsi que sur le single Wingbeats de son album suivant Surrender Of Silence. Un single écrit avec Graziano Regoli et Vittorio De Scalzi (New Trolls) intitulé American Big Top est sorti en juin 2020 sur Supa Qween Records, une chanson de protestation enflammée reflétant l'époque. Un autre album, Black Floyd, a été produit avec sa sœur Lorelei (coproduit par Dave Kerzner) et sorti en juillet 2020 sous le nom de The McBroom Sisters. Il comprend des reprises de Pink Floyd ainsi que du matériel original. 

## Vie privée
McBroom a été mariée à Mark Hudson du 10 mai 2008 jusqu'à la mort de ce dernier le 5 juillet 2015.

## Discographie

### The McBroom Sisters
- 2020 : Black Floyd

### Blue Pearl
- 1999 : Naked - Avec David Gilmour, Rick Wright, Tim Renwick, Guy Pratt, Gary Wallis, etc

### Pink Floyd
- 1988 : Delicate Sound of Thunder - Choriste
- 1994 : Division Bell - Choriste
- 1995 : Pulse - Choriste
- 2014 : The Endless River - Choriste

### David Gilmour
- 2002 : David Gilmour in Concert - DVD - Choriste

### Participations
- 1992 : Seven de James - Choriste sur une chanson
- 1993 : Cyberpunk de Billy Idol - Choriste sur une chanson
- 2019 : At the Edge of Light de Steve Hackett
- 2021 : Surrender of Silence de Steve Hackett

## Filmographie
- 1976 : La Flûte à six schtroumpfs - Film de Peyo  : Prête sa voix
- 1983 : Flashdance - film de Adrian Lyne - Heels
- 1984 : Hotel Monplaisir - Film de Harry Hurwitz : Bellhop
- 1986 : La prison des sévices - film de Bruce Logan : Willow
- 1986 : Last Resort - Film de Zane Buzby : Rebelle combatante
- 1988 : Objectif Terrienne - Film de Julian Temple : Danseuse de club
- 1989 : Pink Floyd: Delicate Sound of Thunder - Documentaire de Wayne Isham : Elle-même
- 1990 : Rick Hunter - Télésérie de Frank LUpo : Angela
- 1990 : In the Eye of the Snake - Film de Max Reid : Beatrice
- 1994 ; Pink Floyd: P. U. L. S. E. Live at Earls Court - Film de David Mallet : Elle-même
- 2005 : Phoenix Point - Film de Randala : Sirene
- 2020 : Sammy-Gate - Film de Noel Lawrence : Animatrice de talk-show